# 大友工
大友 工（おおとも たくみ、1925年2月19日 - 2013年4月12日）は、兵庫県出石郡出石町（現・豊岡市）出身のプロ野球選手（投手）・コーチ。1960年の登録名は大友 工司（おおとも こうじ）。

## 経歴

### プロ入りまで
五人兄弟の末っ子として生まれ、父親は小学校の教員で、師範学校時代は野球とテニスをしていた。大友も弘道館尋常高等小学校の頃から野球に親しみ、熱心な大阪タイガースファンであった。旧制大阪逓信講習所を卒業後、神戸中央電信局に電信技師として就職。第二次大戦中は応召により電信兵となり伍長まで昇進するが、内地勤務であったことから無事に終戦を迎えた。戦後は故郷に戻り、一時は炭焼きをして生計を立てた時期もあった。その後、但馬貨物（のち新日本運輸）で軟式野球をプレー。1948年秋の全国車輛軟式野球大会の近畿大会でベスト4まで進出する。その速球が大会で審判長を務めていた関西のアマチュア野球界の重鎮であった本田竹蔵の目に止まり、本田が当時二軍を作ろうとして選手を集めていた読売ジャイアンツの宇野庄治球団代表に紹介して、1949年5月に巨人へ入団。

### 現役時代
巨人入団後、これまで軟式球しか握ったことがなかったため硬式球に慣れるのに苦労する。硬くて重い硬式球に慣れるために、蒲団に入る時もボールを握り、翌朝に目を覚ますと球を握ったままということもしばしばあった。入団当時はスリークオーターであったが投法をサイドスローに変更。これは意図的な転向ではなく、変化球の威力を増すためでもなかったという点が変わっている。実際には、直球の球威を増そうとして投球時のステップを出来るだけ広げようとした結果、自然に身体が右へ傾くようになり、サイドスローになった。本人によれば「身体を傾けて上から投げている感じだった」という。
1年目は制球力に課題がありその年から出来た二軍暮らしとなるが、既にブルペンでは当時のエース格であった別所毅彦・藤本英雄に勝るほどの速球を投げていたという。1950年春先に一軍に昇格し、3月15日の西日本戦（八幡桃園）に初先発するが2回2失点でノックアウトされ、その後も成績を残せず6月に二軍に落とされる。イースタン・リーグでは好調でたちまち10勝を重ねると、9月に再び一軍に呼ばれる。26勝の藤本英雄が痔の手術、22勝の別所毅彦が怪我で投げられない中で、大友は10月以降9試合に先発を任されるなど積極的に起用されて4勝を挙げる。1951年にスライダーを会得したこともあって、11勝4敗、リーグ3位の防御率2.41と3年目で巨人の主戦投手となる。1952年には7月26日の松竹戦（大阪）でノーヒットノーランを達成するなど17勝（8敗）を挙げ、防御率も2.25とリーグ4位に入った。
1953年には春季キャンプで右肘を痛めたことからランニング中心のトレーニングを行ったところ、シュートの制球力が改善し、スライダー・シュートのコンビネーションで投球を組み立てることができるようになり、投球の幅が広がった。シーズンでは27勝6敗、防御率1.85で最優秀防御率、最多勝利、最優秀勝率の投手三冠で沢村賞・ベストナインを獲得し、さらには最高殊勲選手にも選ばれるなど個人タイトルを総なめにした。また、南海との日本シリーズでは、10月13日の第4戦（後楽園）で完封、同16日の第7戦では別所をリリーフして胴上げ投手となるなど2勝を挙げ最優秀投手賞を獲得する。オフシーズンにはニューヨーク・ジャイアンツが日米野球で来日し、10月31日の試合を1失点で投げ抜き、日本人投手として初めてメジャーリーグ球団相手に完投勝利を挙げた。メジャーリーガー達から「地面から浮き出す球は打てない」と驚かれ、レオ・ドローチャー監督からもメジャーで十分通用するので連れて帰りたいと言われたという。ジャイアンツの遊撃手は後に阪急に入団するダリル・スペンサーであったが、大友は4三振を奪っている。3万人の観客は、大友の快挙に歓喜した。1954年も21勝、リーグ2位の防御率1.68を記録する。
1955年開幕67試合目となる7月10日の中日戦に完封勝利を挙げて早くも20勝（3敗）に達する。シーズンでは30勝6敗、勝率.833を挙げ、2度目の最多勝利と最優秀勝率を獲得したが、30勝以上かつ敗戦数が一桁であった投手は2リーグ分裂後は大友を含めて3人のみであり（1957年の稲尾和久、1959年の杉浦忠）、セ・リーグでは大友のみである。また、同年6月12日の大洋戦（後楽園）では当時のプロ野球タイ記録の15奪三振を記録している。
1956年も4月下旬まで、5勝1敗、防御率1.37と好調であったが、4月22日の大阪戦（後楽園）で大崎三男から利き腕である右手の親指に死球を受け骨折。全治2ヶ月の重傷で戦列を離れた。6月下旬には復帰するが、親指が曲がらないため球威がすっかり無くなってしまっていた。7月は勝ち星無しの3連敗を喫するが、8月以降は本来の力を取り戻し、シーズンでは12勝を挙げる。西鉄との日本シリーズでは、10月10日の第1戦（後楽園）で完封勝利するが、同14日の第4戦（平和台）では6回2失点で敗戦投手となり、チームも2勝4敗で敗れた。オフシーズンに行われたブルックリン・ドジャースとの日米野球では、10月19日の第1戦に堀内庄の後を受けて大友は4回からリリーフして4安打10三振に抑えて再びメジャー相手に勝利投手に輝いている。
1957年になると、この死球禍の後遺症によって以前の制球力と球威が失われていく。開幕戦の3月31日の対国鉄スワローズ戦では4安打に抑えて完封勝利するが、右膝に水が溜まり、右足首を捻挫するなどの故障もあって投球フォームを崩して全く勝てなくなる。6月30日には得意としていた広島戦で先発するも、打者3人に対して2安打1四球で1死も取れずにノックアウト。防御率は5.14まで下がり、自ら志願して二軍に降格する。7月中旬に一軍に復帰してペナントレース終了までに3勝するが、シーズンを通して5勝4敗、防御率3.89の成績にとどまった。1958年は僅か2勝に終わるが、西鉄との日本シリーズでは初戦で藤田元司をリリーフして勝利投手になるなど4試合に登板、巨人が王手をかけていた10月17日の第5戦（平和台）では稲尾にサヨナラ本塁打を浴びている。1959年は登板機会がなく、日本シリーズの前に南海のエースであった杉浦対策として打撃投手を務めた。
同年オフに10年選手制度により、かつてのチームメイトであった千葉茂が監督を務めていた近鉄バファローに移籍する。1960年は登録名を大友 工司（おおとも こうじ）に改めるが、1勝に終わり同年で現役を引退した。

### 引退後
引退後は近鉄の二軍投手コーチ（1961年）を経て、中日で二軍投手コーチ（1965年 - 1966年, 1968年）・一軍バッテリーコーチ（1967年）・寮長を務める。
中日退団後は花島電線（現在の茨城テクノス）に勤務。当時の自宅の近くには王貞治が住んでいた。1977年に王がハンク・アーロンの本塁打世界記録（755本）に迫っていた頃、王の自宅の前にはマスコミやファンが押しかけ、空き缶や空き瓶を飲み散らかしていたが、大友は仕事の帰り道に必ず王の家の前に寄り、ゴミを片付けて帰っていたという。
1979年7月には山田潔団長の下、大橋勲・二宮忠士と共に「日本プロ野球コーチ団」団員として中国で野球指導を行う。1987年には吉友商事を設立し、東京ドームでキャラクターグッズの販売業を営んだ。
晩年は妻を亡くしたため、東京都内で一人暮らしをする。妻を亡くしたのがきっかけで台所仕事を覚え、朝食と昼食は自分で支度をして済ませ、夜は近所のスナックで過ごしていた。大相撲中継は好きであったが、プロ野球中継はほとんど見なかった。馴染みの常連達と、のんびり雑談をしながら飲むのが日課であったが、首を患った影響から歩くのが不自由になっており、2本の杖が手放せなかった。そのため足腰が衰えないようにと毎日、杖をついて家の中を歩いていた。歩きやすいように襖を外して部屋と部屋をつなげ、足の調子と相談しながら、歩けるだけ歩いた。多い日で6000歩余りにもなり、チラシの裏をメモ帳にして、毎日の歩数と時間、食事の内容、体調などを克明に記録していたという。
2013年4月12日、急性白血病のため死去。88歳没。

## プレースタイル
- 小柄な体格のサイドスローでありながら、当時の球界を代表する速球投手であった。日本プロ野球史上、直球のみで打者を牛耳ることの出来たサイドスロー・アンダースローの投手は10人といないが、大友はその一人であった。当時球速では金田正一と大友が双璧をなしていたが、金田も「大友さんの球が一番速い」と一目置いていたという[26]。その投球の威力は、当時の正捕手であった広田順が取り損なった際に、キャッチャーミットを填めた左手の指を骨折させてしまうほどであった[27]。その剛速球のほかに、長い中指を利用した右打者の外角へ鋭く曲がりかつ浮き上がるスライダー、内角を捻れるように抉るシュート[3]を武器とした。
- 全盛期には、投球の際の身体を倒す角度で、スリークォーター・サイドスロー・アンダースローと投げ分けたという[4]。
- サイドスローでありながら左打者を苦手としなかったことも特徴で、左打者の懐をスライダーで突き、バットの根っこに当てさせることで、内野ゴロやポップフライに打ち取った。大友は、サイドスローであってもコントロールが良ければ左打者には打たれない、と語っていた[28]。
- 敗戦数が少なく、別所・中尾碩志・安原達佳などがいた当時の巨人投手陣の中では最も安定度の高い投手であった。
- チーム創成期の広島カープに滅法相性がよく、18連勝の後1敗を挟んでさらに12連勝、7年間で41勝3敗、防御率0.93の記録が残っている[28]。

## 人物
- 筋骨隆々の力持ちで、金太郎あるいはキングコングのイメージから、二軍時代につけられたニックネームの「キンさん」と巨人OBの間では呼ばれていた[29]。
- 評論家の三宅大輔は、真面目で、勤勉で、熱心で、不言実行派で、そして慢心しないという、野球選手として最も望ましい性格と評した[30]。
- いつも笑顔の優しい性格で、エースでありながら驕ったところがなく、他の選手との距離が無かった[6]。晩年は不調になると自ら志願して二軍に行ったが、元エースであったことに拘らず、多摩川で若手選手相手に打撃投手やノッカーを務めていたという[18]。

## 詳細情報

### 年度別投手成績
| 年 度      | 球 団      | 登 板 | 先 発 | 完 投 | 完 封 | 無 四 球 | 勝 利 | 敗 戦 | セ 丨 ブ | ホ 丨 ル ド | 勝 率 | 打 者 | 投 球 回 | 被 安 打 | 被 本 塁 打 | 与 四 球 | 敬 遠 | 与 死 球 | 奪 三 振 | 暴 投 | ボ 丨 ク | 失 点 | 自 責 点 | 防 御 率 | W H I P |
| ---------- | ---------- | ----- | ----- | ----- | ----- | -------- | ----- | ----- | -------- | ----------- | ----- | ----- | -------- | -------- | ----------- | -------- | ----- | -------- | -------- | ----- | -------- | ----- | -------- | -------- | ------- |
| 1950       | 巨人       | 15    | 11    | 5     | 0     | 0        | 4     | 4     | --       | --          | .500  | 356   | 85.0     | 71       | 3           | 39       | --    | 0        | 44       | 1     | 0        | 41    | 35       | 3.71     | 1.29    |
| 1951       | 巨人       | 29    | 14    | 3     | 0     | 0        | 11    | 4     | --       | --          | .733  | 556   | 137.2    | 114      | 11          | 43       | --    | 3        | 51       | 1     | 3        | 44    | 37       | 2.41     | 1.14    |
| 1952       | 巨人       | 40    | 24    | 9     | 4     | 2        | 17    | 8     | --       | --          | .680  | 827   | 207.1    | 158      | 10          | 51       | --    | 4        | 120      | 2     | 1        | 78    | 52       | 2.25     | 1.01    |
| 1953       | 巨人       | 43    | 29    | 22    | 3     | 4        | 27    | 6     | --       | --          | .818  | 1076  | 281.1    | 199      | 13          | 63       | --    | 1        | 173      | 1     | 1        | 65    | 58       | 1.85     | 0.93    |
| 1954       | 巨人       | 48    | 30    | 17    | 5     | 4        | 21    | 15    | --       | --          | .583  | 1081  | 278.2    | 202      | 13          | 62       | --    | 9        | 199      | 0     | 0        | 63    | 52       | 1.68     | 0.95    |
| 1955       | 巨人       | 42    | 34    | 25    | 7     | 3        | 30    | 6     | --       | --          | .833  | 1164  | 303.2    | 213      | 15          | 54       | 1     | 9        | 206      | 0     | 0        | 73    | 59       | 1.75     | 0.88    |
| 1956       | 巨人       | 29    | 16    | 6     | 2     | 1        | 12    | 7     | --       | --          | .632  | 585   | 155.0    | 100      | 8           | 32       | 1     | 1        | 84       | 1     | 0        | 33    | 28       | 1.63     | 0.85    |
| 1957       | 巨人       | 21    | 10    | 3     | 2     | 2        | 5     | 4     | --       | --          | .556  | 327   | 81.0     | 78       | 10          | 13       | 1     | 3        | 46       | 0     | 0        | 39    | 35       | 3.89     | 1.12    |
| 1958       | 巨人       | 12    | 2     | 0     | 0     | 0        | 2     | 1     | --       | --          | .667  | 160   | 41.2     | 28       | 0           | 7        | 1     | 0        | 11       | 1     | 0        | 10    | 9        | 1.93     | 0.84    |
| 1960       | 近鉄       | 15    | 0     | 0     | 0     | 0        | 1     | 2     | --       | --          | .333  | 86    | 20.1     | 20       | 3           | 4        | 0     | 1        | 14       | 0     | 0        | 9     | 9        | 3.98     | 1.18    |
| 通算：10年 | 通算：10年 | 294   | 170   | 90    | 23    | 16       | 130   | 57    | --       | --          | .695  | 6218  | 1591.2   | 1183     | 86          | 368      | 4     | 31       | 948      | 7     | 5        | 455   | 374      | 2.11     | 0.97    |

- 各年度の太字はリーグ最高

### タイトル
- 最多勝利：2回（1953年、1955年）
- 最優秀防御率：1回（1953年）
- 最高勝率：2回（1953年、1955年）

### 表彰
- 沢村栄治賞：1回（1953年）
- 最高殊勲選手（MVP）：1回（1953年）
- ベストナイン：1回（投手部門：1953年）
- 日本シリーズ最優秀投手賞：1回（1953年）

### 記録
初記録
- 初登板：1950年3月15日、対西日本パイレーツ戦（八幡球場）[7]
- 初勝利：1950年10月14日、対国鉄スワローズ戦（甲子園球場）[31]

その他の記録
- ノーヒットノーラン：1952年7月26日、対松竹ロビンス戦、大阪スタヂアム ※史上19人目
- 連続奪三振：7、1954年9月15日、対広島カープ戦（後楽園球場） ※巨人球団記録、当時セ・リーグタイ記録[32]
- オールスターゲーム出場：4回 （1952年 - 1955年）

- 対同一チーム最多連勝：18、1952年10月8日から1954年9月15日の対広島カープ戦 ※当時のNPB記録（1956年に稲尾和久が22連勝で更新）、現在のセ・リーグ記録[33]
- 1試合最多奪三振：15、1955年6月12日対大洋ホエールズ戦 ※当時のNPBタイ記録（1958年に土橋正幸が16個で更新）[34]
- 最多連続奪三振：7、1954年9月15日対広島カープ戦 ※当時のNPBタイ記録（1967年に梶本隆夫が9個で更新）[35]

### 背番号
- 39（1949年 - 1950年）
- 20（1951年 - 1959年、1961年）
- 14（1960年）
- 64（1965年 - 1968年）

### 登録名
- 大友 工（おおとも たくみ、1949年 - 1959年、1961年 - 1968年）
- 大友 工司（おおとも こうじ、1960年）